# Amphoe Bang Pakong
Bang Pakong (thaï : บางปะกง) est un district (Amphoe) situé dans la partie occidentale de la province de Chachoengsao, dans le centre de la Thaïlande.
Créé en 1907, il tire son nom du fleuve Bang Pakong.